# Rakovica (Beograd)
Rakovica je naselje i središte beogradska općine Rakovica.
Ime Rakovica prvi put se spominje u turskom popisu stanovništva iz 1560. kao sijelo Vlaha. Po predanju, mjesto je dobilo ime po - rakovima, stanovnicima potoka koji je tekao kroz naselje. Do 1952. Rakovica je pripadala raznim područjima, a od 1952. do 1960. bila je zasebna općina. Od 1960. je u sustavu općine Čukarica, da bi ponovo postala samostalna općina 1974.
Dan općine je 14. listopad, Pokrov presvete Bogorodice po pravoslavnom vjerovanju.

## Vanjske poveznice
- Službena strana općine
- Službena strana Beograda